# Кров
Кров је горњи, завршни део грађевине, који је штити од атмосферских утицаја. Састоји се од кровне конструкције, која може бити од дрвета, опеке, камена, челика и армираног бетона, и од покивача - од дашчица, шиндре, трске, сламе, керамичког или бетонског црепа, пљоснатих камених плоча, пластичних прозирних плоча или купола, земље (зелени кров) и др. Горња хоризонтална линија крова је слеме, а доња стреха.
Кров је према облику: једноводни, двоводни или вишеводни; кос (скошен), полу-кос, сложен, шатораст, љускаст, куполаст, торањски, раван, мансардни, овешени и сл.
Нагиб крова и његова конструкција одређени су врстом кровног покривача (иако се често мисли да се на северу праве стрми кровови због снега, то није истина - кровови су стрми тамо где кровни покривач то захтева како би се спречили прокишњавање због ветра, а у већини крајева са обиљем снега тежи се крововима блажег нагиба, како би се снег задржао што дуже и тако штитио кућу од мраза), климатским условима, наменом таванског простора и естетским условима.

## Историја
У Месопотамији и Египту кров је био положен на равне греде које су носили зидови и стубови.
У грчкој, етрурској и римској архитектури редовно преовладава стрми кров. Кровну конструкцију је сакривао касетирани плафон који се после примењивао од романике до ренесансе.
Као битан архитектонски елемент кров је давао појединим европским стиловима главне одлике (стрми кровови давали су готици виткост), а на Далеком истоку кров је редовно био богато обликован, нарочито на будистичким храмовима, пагодама и палатама у Кини и Јапану.
Данас се помоћу лаганих, различитих грађевинских материјала (алуминијум, челичне и армиранобетонске љуске) могу подићи најмаштовитије кровне конструкције.

## Форме
Облик кровова се знатно разликује од региона до региона. Главни фактори који утичу на облик кровова су клима и доступни материјали за кровну структуру и спољашњи покривач.
Основни облици кровова су раван, униформно нагнути, забат, коси, лептирасти, лучни и куполасти. Постоји мноштво варијација тих типова. Кровови изграђени од равних секција које су нагнуте називају се коси кровови (генерално ако је угао већи од 10 степени). Коси кровови, укључујући запате и униформно нагнуте, сачињавају највећи број кућних кровова. Неки кровови следе органске облике, било по архитектонском дизајну или због флексибилног материјала као што је сламна кровина кориштена у изградњи.

## Кровни покривачи
У зависности од расположивог материјала кровни покривач може бити од следећих материјала:
- Цреп
- Ћеремида
- Слама
- Шиндра[8][9]
- Дрво (Греда или Брвно)
- Камен
- Бетон[10]
- Трска
- Платно
- Пластика
- Лесонит
- Тер-папир
- Салонит
- Стакло
- Лим

### Слама
Слама као кровни покривач се користила раније када људи нису имали на располагању други материјал за покривање куће. Поред тога она се и у скорије време користила (негде и данас) за покривање привремених објеката од дрвета или камена, који се граде у планинским подручјима. Слама се користи нарочито за покривање колиба у шуми. Поред тога користе је пастири за покривање својих колиба или за покривање торова за чување оваца.

### Брвно
Брвна или необрађена дебла дрвета користе се најчешће у планинама и шумама где има довољно дрвета. За израду брвнара користе се брвна или дебла и за израду носећих зидова и за преградне зидове али и за израду крова. У новије време се користе брвна за изградњу кућа за одмор (викендица) или за израду планинарских кућица или ловачких домова. Да би куће (и кровови на брвнарама) биле дуготрајније користе се посебни поступци за заштиту дрвета од нагризања. Недостатак крова од дрвета и сламе је што су ови материјали веома запаљиви.

### Камен
Камен су људи одвајкада користили за покривање кућа. Камен је као материјал свуда доступан и јефтин. Проблем је са каменом да је слаба топлотна изолација. Уколико нема довољне количине пљоснатог камења за израду крова онда је потребна обрада постојећег камења што је раније био дуготрајан и мукотрпан посао. Камени кровови се нарочито користе у приморским крајевима и планинским областима где нема другог материјала а камења има у великим количинама. У савременом грађевинарству постоје машине за брзу и једноставну обраду камена тако да се камен може користити за израду крова. Камен се више користи као украс крова и за израду равних а не за израду косих кровова.

### Трска
Трска се раније много користила за покривање куће односно за израду кровова. Данас се трска користи само код „етно“ насеља или ловачких кућица. Трска се и данас веома много користи у сиромашним и мочварним крајевима Азије, Африке и Јужне Америке. У мочварним и тропским крајевима трска је јефтин материјал за израду кровова и довољан за тамошње временске и температурне услове.

## Функције
Кровни склоп има више од једне функције. Може да обезбеди било коју или све од следећих функција:
- Одбацивање воде, односно спречавање да вода стоји на површини крова. Вода која стоји на површини крова повећава живо оптерећење на кровној конструкцији, што представља сигурносни проблем. Стајаћа вода такође доприноси превременом пропадању већине кровних материјала. Гаранције неких произвођача кровова су поништене због стајаће воде.
- Заштита унутрашњости зграде од утицаја временских услова као што су киша, ветар, сунце, топлота и снег.
- Обезбеђивање топлотне изолације. Већина модерних комерцијалних/индустријских кровних склопова укључује изолационе плоче или изолацију. У већини случајева, Међународни грађевински кодекс и Међународни стамбени кодекс утврђују минималну Р-вредност потребну за кровни склоп.
- Трајање током очекиваног радног века. Сви стандардни кровни материјали су успоставили историју свог животног века, на основу анегдотских доказа. Већина кровних материјала ће трајати дуго након истека гаранције произвођача, уз адекватно текуће одржавање и одсуство оштећења од олује. Метални и црепни кровови могу трајати педесет година или више. Асфалтне шиндре могу трајати 30-50 година. Кровови од катрана могу трајати четрдесет или више година. Једнослојни кровови могу трајати двадесет или више година.
- Обезбеђивање жељеног, беспрекорног изгледа. Неки кровови се бирају не само због горе наведене функције, већ и зарад естетике, слично зидној облози. Премијум цене се често плаћају за одређене системе због њиховог атрактивног изгледа и „привлачности“.

### Изолација
С обзиром да је сврха крова да заштити људе и њихову имовину од климатских услова, изолациона својства крова се узимају у обзир у његовој структури и избору кровног материјала.
Неки кровни материјали, посебно они од природног влакнастог материјала, као што је слама, имају одлична изолациона својства. За оне који то не чине, додатна изолација се често поставља испод спољашњег слоја. У развијеним земљама већина станова има плафон који се поставља испод конструктивних елемената крова. Сврха плафона је да изолује од топлоте и хладноће, буке, прљавштине и често од измета и вашки птица које често бирају кровове за гнежђење.
Бетонске плочице се могу користити као изолација. Када се инсталирају оставља простор између плочица и површине крова, који може смањити загревање изазвано сунцем.
Облици изолације су филц или пластична фолија, понекад са рефлектујућом површином, постављена директно испод плочица или другог материјала; синтетичке пене постављене изнад плафона и производи од рециклираног папира и други такви материјали који се могу убризгати или прскати у кровне шупљине. Хладни кровови постају све популарнији, а у неким случајевима их налажу локални закони. Хладни кровови се дефинишу као кровови са високом рефлексивношћу и високом топлотном емитацијом.

### Одводњавање
Примарни задатак већине кровова је да спрече продор воде. Велика површина крова одбија много воде, која се мора усмерити на неки погодан начин како не би изазвала штету или непријатност.
Равни кровови станова од ћерпича углавном имају веома мали нагиб. У земљама Блиског истока, где се кров може користити за рекреацију, често је зазидан и морају се обезбедити дренажни отвори како би се спречило накупљање воде и продирање кроз порозни кровни материјал.
Са сличним проблемима, иако много већег обима, суочавају се градитељи модерних пословних објеката који често имају равне кровове. Због велике површине таквих кровова, неопходно је да спољна облога буде од високо непропусног материјала. Већина индустријских и комерцијалних објеката има конвенционалне кровове ниског нагиба.
Генерално, нагиб крова је пропорционалан количини падавина. Куће у областима са малим падавинама често имају кровове ниског нагиба, док оне у подручјима са великим падавинама и снегом имају стрме кровове. Дуге куће Папуе Нове Гвинеје, на пример, представљају архитектуру којом доминирају кровови, а високи кровови сежу скоро до земље. Високи стрми кровови Немачке и Холандије типични су за регионе са снежним падавинама. У деловима Северне Америке као што су Бафало, Њујорк, или Монтреал, Квебек, Канада, потребан је минимални нагиб од 6 према 12 (1:2, нагиб од 30°).

## Галерија облика кровова
- Облици кровова
- Коси кров са украсним забатом, Тајланд
- Кров сатери (са вертикалним прекидом у висини), Шведска
- Мансардни кров, окружни затвор, Маунт Гилијад (Охајо)
- Конични кров, Нанхајска академија у Тајпеју
- Равни кровови, Хајнан, Кина
- Равни кровови кућа, Западна Аустралија
- кругли равни кров са пепустом, Минстер, Немачкиа
- Кровни покривач са заштићеним местом који се користи као кровна башта, Минстер
- Лептирасти кров у Парадајс Палмсу у југоисточним Сједињеним Државама
- Кровни украси у Лервику, Шетландска острва.

## Галерија значајних кровова
- Значајни кровови
- Кровна конструкција двоводног крова, „Milly la Forêt“, Француска.
- Мермерни кров Таџ Махала.
- Кровови дворца, Француска
- Вишебојни цреп, Француска.
- Бакарни кров катедрале, Немачка.
- Оловни кров капеле, Енглеска.
- Стаклени кров, Париз.
- Керамички цреп армиранобетонског крова Сиднеј.
- Стреха цркве-брвнаре, Прањани.
- Кров од шиндре, Прањани.